# Siêu cúp Bóng đá Quốc gia 2024
Siêu cúp Bóng đá Quốc gia 2024, tên gọi chính thức là Siêu cúp Bóng đá Quốc gia – Cúp THACO 2023–24 (tiếng Anh: THACO Super Cup 2023–24) vì lý do tài trợ, là trận đấu bóng đá diễn ra lần thứ 25 của Siêu cúp bóng đá Việt Nam và là lần thứ 10 liên tiếp Công ty cổ phần Tập đoàn Trường Hải trở thành nhà tài trợ chính thức. Trận đấu diễn ra vào ngày 31 tháng 8 năm 2024 trên sân vận động Thiên Trường, tỉnh Nam Định giữa hai câu lạc bộ Thép Xanh Nam Định (đội vô địch V.League 1 2023–24) và Đông Á Thanh Hoá (đội vô địch Cúp Quốc gia 2023–24).
Câu lạc bộ Thép Xanh Nam Định đã giành chiến thắng với tỷ số 3–0 trước Đông Á Thanh Hóa, qua đó chính thức có lần đầu tiên đoạt danh hiệu Siêu cúp trong lịch sử của đội bóng này.

## Các đội bóng tham dự trận đấu
| Câu lạc bộ         | Tư cách tham dự                               | Lần tham dự trước (in đậm thể hiện năm vô địch) |
| ------------------ | --------------------------------------------- | ----------------------------------------------- |
| Thép Xanh Nam Định | Nhà vô địch V.League 1 2023–24                | 1 (2007)                                        |
| Đông Á Thanh Hoá   | Nhà vô địch Giải bóng đá Cúp Quốc gia 2023–24 | 2 (2009, 2023)                                  |

## Thông tin về trận đấu

### Trọng tài
Tại buổi họp báo trước trận đấu vào ngày 26 tháng 8 năm 2024, trọng tài người Malaysia Muhammad Nazmi bin Nasaruddin được công bố là người điều khiển trận đấu, trở thành trọng tài nước ngoài đầu tiên điều hành một trận tranh Siêu cúp Quốc gia. Các trợ lý trọng tài người Việt Nam bao gồm Phan Huy Hoàng và Trương Đức Chiến, cùng với trọng tài thứ tư là đương kim còi vàng Việt Nam Hoàng Ngọc Hà. Trợ lý trọng tài video (VAR) cũng sẽ lần đầu tiên được sử dụng cho trận tranh siêu cúp với đầy đủ tính năng được cấp phép – sau khi được ra mắt tại trận Siêu cúp năm ngoái – cùng với hệ thống 12 máy quay.

### Cầu thủ nước ngoài
Do cả hai câu lạc bộ đều tham dự các giải đấu quốc tế trong mùa giải 2024–25 (AFC Champions League Two đối với Thép Xanh Nam Định và ASEAN Club Championship đối với Đông Á Thanh Hoá), ban tổ chức quyết định cho phép các đội được đăng ký năm cầu thủ nước ngoài, với tối đa ba cầu thủ ngoại thi đấu cùng lúc trên sân. Ngoài ra, các đội còn được đăng ký thêm hai cầu thủ gốc Việt và hai cầu thủ nhập tịch.

### Truyền hình
Trận đấu được tường thuật trực tiếp trên Truyền hình FPT và FPT Play, hệ thống mạng xã hội của FPT Telecom và các kênh truyền hình khác. Giống như thông lệ ở các trận tranh siêu cúp trước đây, trận đấu này được miễn phí bản quyền phát sóng.

## Trận đấu

### Diễn biến

#### Hiệp 1
Sau tiếng còi bắt đầu trận đấu, đội chủ nhà làm chủ thế trận trong 15 phút đầu tiên của hiệp 1, với một cơ hội ghi bàn rõ rệt ở phút thứ 4, Rafaelson làm tường rồi xoay người chọc khe vào vòng cấm đúng đà băng lên của Hendrio. Nhưng tiền vệ sinh năm 1994 đặt lòng chân trái không đủ lực để đánh bại thủ thành Trịnh Xuân Hoàng. Đến phút thứ 18, các cầu thủ Thanh Hoá đáp trả bằng pha bóng cố định, khi Luiz Antonio treo bóng từ giữa sân vào vòng cấm để Gustavo Santos đánh đầu lái bóng đi chệch cột dọc trái trong gang tấc.
Sau tình huống đó, trận đấu diễn ra quyết liệt với một tốc độ cao khi các cầu thủ của hai bên không ngại va chạm, sẵn sàng phạm lỗi từ giữa sân ngăn cản các pha tấn công nhanh của nhau. Điều này khiến cho trung vệ Hoàng Văn Khánh của Nam Định và tiền vệ Doãn Ngọc Tân của Thanh Hoá phải nhận thẻ vàng.
Tuy nhiên, bất ngờ đã đến ở phút thứ 34, trong một tình huống nhạy cảm ở vòng cấm địa của đội chủ nhà, Antonio chuyền cho Rimario đang đè mặt Dương Thanh Hào rồi xoay người thoát xuống. Tiền đạo sinh năm 1994 rê bóng rồi ngã trong vòng cấm, sau khi Hoàng Văn Khánh nhanh chóng ập vào sau tranh chấp. Pha bóng lộn xộn này buộc ông Nazmi Nasaruddin(trọng tài chính) phải tham khảo công nghệ VAR, và quyết định cuối cùng là không có phạt đền cho Thanh Hóa. HLV Popov rất thất vọng với quyết định này của trọng tài.
Hiệp 1 kết thúc với việc không có đội nào ghi được bàn thắng.

#### Hiệp 2
Sáu phút sau khi hiệp 2 bắt đầu, thấy Gustavo ập vào, tiền đạo ngoại bình người Brazil Rafaelson đẩy bóng tinh tế đánh lừa, sau đó đặt lòng chân phải trong vòng cấm nhưng bị Xuân Hoàng dùng chân ngăn chặn. Nhưng tiền đạo Brazil ập vào nhanh hơn Đinh Viết Tú và Thanh Long để đánh đầu vào lưới trống, ghi bàn mở tỷ số 1-0 cho đội chủ nhà.
Ba phút sau , Rimario nhận quả tạt bên phía cánh phải của A Mít rồi đánh đầu mạnh làm tung lưới thủ thành Trần Nguyên Mạnh, nhưng trọng tài biên và VAR xác định Rimario đã việt vị. Sau khi lãnh bàn thua từ phía Nam Định, thầy trò HLV Popov nhanh chóng đẩy cao đội hình nhằm tìm kiếm bàn gỡ hòa. Nhưng đến phút 66, Văn Vĩ lướt đi bên cánh trái trước khi tạt bóng vào trong để Trần Văn Công dứt điểm dễ dàng nâng tỷ số lên 2-0 cho đội chủ nhà Nam Định. Và ở phút thứ 72, Văn Vĩ phá bẫy việt vị trước khi chuyền ngang để Rafaelson hoàn tất cú đúp. Trọng tài ban đầu xác định Văn Vĩ việt vị nhưng sau khi tham khảo VAR, bàn thắng đã được công nhận.
Giai đoạn cuối trận không có pha tấn công nào, thay vào đó là khoảnh khắc không giữ được bình tĩnh của ngoại binh phía Thanh Hoá. Phút 74, Gustavo Santos được rút khỏi sân để nhường chỗ cho Kim Won-sik, nhưng đứng phản ứng với trọng tài thứ tư Hoàng Ngọc Hà. Trọng tài chính lập tức rút thẻ vàng cảnh cáo, khiến trung vệ sinh năm 1995 tức giận và tiến sát đến chỗ ông Nasaruddin. Dù đã được ban huấn luyện can ngăn, nhưng Gustavo không thể tránh khỏi thẻ đỏ trực tiếp.
Chung cuộc, Thép Xanh Nam Định thắng trận với tỷ số 3-0.

### Chi tiết
| Thép Xanh Nam Định                       | 3–0      | Đông Á Thanh Hóa |
| ---------------------------------------- | -------- | ---------------- |
| - Rafaelson 51', 71' - Trần Văn Công 65' | Chi tiết |                  |

| Thép Xanh Nam Định | Đông Á Thanh Hóa |

| TM               | 26 | Trần Nguyên Mạnh (c)  |       |     |
| HV               | 7  | Nguyễn Phong Hồng Duy |       |     |
| HV               | 3  | Dương Thanh Hào       | 90+4' |     |
| HV               | 5  | Hoàng Văn Khánh       | 17'   |     |
| HV               | 28 | Tô Văn Vũ             |       | 46' |
| TV               | 16 | Trần Văn Công         |       |     |
| TV               | 77 | Caio César            |       |     |
| TV               | 10 | Hêndrio               |       | 79' |
| TĐ               | 91 | Nguyễn Văn Anh        |       | 46' |
| TĐ               | 14 | Rafaelson             | 69'   | 87' |
| TĐ               | 88 | Lý Công Hoàng Anh     |       | 56' |
| Dự bị:           |    |                       |       |     |
| TM               | 82 | Trần Liêm Điều        |       |     |
| TV               | 11 | Nguyễn Tuấn Anh       |       |     |
| TV               | 15 | Trần Văn Trung        |       | 56' |
| HV               | 17 | Nguyễn Văn Vĩ         |       | 56' |
| TĐ               | 18 | Joseph Mpande         |       | 79' |
| TĐ               | 22 | Hoàng Minh Tuấn       |       |     |
| TV               | 27 | Trần Ngọc Sơn         |       |     |
| HV               | 32 | Ngô Đức Huy           |       | 46' |
| HV               | 34 | Wálber Mota           |       | 87' |
| Huấn luyện viên: |    |                       |       |     |
| Vũ Hồng Việt     |    |                       |       |     |

| TM               | 24 | Trịnh Xuân Hoàng  |     |     |
| HV               | 7  | Nguyễn Thanh Long |     |     |
| HV               | 18 | Đinh Viết Tú      |     |     |
| HV               | 27 | A Mít             |     |     |
| HV               | 95 | Gustavo (c)       | 74' | 74' |
| TV               | 10 | Lê Văn Thắng      |     | 59' |
| TV               | 12 | Nguyễn Thái Sơn   |     |     |
| TV               | 34 | Doãn Ngọc Tân     | 22' |     |
| TV               | 28 | Hoàng Thái Bình   |     | 51' |
| TV               | 88 | Luiz Antônio      |     |     |
| TĐ               | 11 | Rimario Gordon    | 56' | 59' |
| Dự bị:           |    |                   |     |     |
| TM               | 30 | Y Êli Niê         |     |     |
| HV               | 3  | Kim Won-sik       |     | 74' |
| TĐ               | 8  | Võ Nguyên Hoàng   |     |     |
| HV               | 15 | Trịnh Văn Lợi     |     | 51' |
| TĐ               | 17 | Lâm Ti Phông      |     | 59' |
| TV               | 19 | Lê Quốc Phương    |     |     |
| TV               | 23 | Phạm Trùm Tỉnh    |     |     |
| TV               | 29 | Đoàn Ngọc Hà      |     |     |
| TĐ               | 33 | Yago Ramos        |     | 59' |
| Huấn luyện viên: |    |                   |     |     |
| Velizar Popov    |    |                   |     |     |

| Cầu thủ xuất sắc nhất trận: Rafaelson (Thép Xanh Nam Định) Trợ lý trọng tài: Trương Đức Chiến Phan Huy Hoàng Trọng tài thứ tư: Hoàng Ngọc Hà Trọng tài VAR: Lê Vũ Linh Trợ lý của trọng tài VAR: Nguyễn Mạnh Hải Giám sát trọng tài: Vũ Quang Vinh | Quy định trận đấu - 90 phút thi đấu chính thức. - Sút luân lưu nếu tỷ số hòa. - 9 cầu thủ dự bị, thay tối đa 5 cầu thủ trong ba lượt. - 5 cầu thủ nước ngoài, với tối đa 3 cầu thủ nước ngoài cùng lúc trên sân. |

## Tổng kết
- Đội đoạt cúp: Thép Xanh Nam Định – 300 triệu đồng
- Đội còn lại: Đông Á Thanh Hoá – 200 triệu đồng
- Cầu thủ ghi bàn thắng đầu tiên: Rafaelson (Thép Xanh Nam Định) – 10 triệu đồng
- Cầu thủ xuất sắc nhất trận đấu: Rafaelson (Thép Xanh Nam Định) – 10 triệu đồng